# جيمس بيرنز
جيمس فرانسيس بيرنز (بالإنجليزية: James F. Byrnes) (2 مايو 1882 - 9 أبريل 1972) هو قاضي وسياسي أمريكي من ولاية كارولينا الجنوبية. وهو عضو في الحزب الديمقراطي، خدم في الكونغرس، والسلطة التنفيذية، والمحكمة العليا للولايات المتحدة. وكان أيضا الحاكم رقم 104 لولاية كارولينا الجنوبية، ما جعله أحدا السياسيين القلائل الذين خدموا في جميع فروع الحكومة الاتحادية الأمريكية الثلاثة ونشطوا أيضا في حكومة الولاية.
ولد بيرنز ونشأ في مدينة تشارلستون، وبدأ مسيرته القانونية بمساعدة ابن عمه، الحاكم مايلز بنجامين ماكسويني. فاز بيرنز بانتخابات مجلس النواب الأمريكي، وعمل فيه بين عامي 1911 و1925. أصبح حليفا وثيقا للرئيس وودرو ويلسون وتلميذ السناتور بنجامين تيلمان. وسعى إلى دخول مجلس الشيوخ الأمريكي في عام 1924، لكنه خسر بفارق ضئيل في انتخابات الجولة الثانية أمام كولمان ليفينغستون بليز، الذي كان يحظى بدعم جماعة كو كلوكس كلان. انتقل بيرنز بعد الخسارة إلى سبارتانبرغ ليزاول المحاماة هناك واستعد ليعود إلى السياسة. ترشح إلى مجلس الشيوخ الأمريكي مجددا وهزم بليس بفارق ضئيل في انتخابات الحزب الديمقراطي التمهيدية عام 1930 وانضم إلى المجلس في عام 1931.
وصفه المؤرخ جورج ماوري بأنه «عضو الكونغرس الجنوبي الأكثر نفوذا بين زمني جون كالهون وليندون جونسون». أيد السيناتور بيرنز سياسات صديقه القديم، الرئيس فرانكلين روزفلت. دافع بيرنز عن الصفقة الجديدة وسعى لتحفيز لاستثمار الفيدرالي في مشاريع المياه في ولاية كارولينا الجنوبية. كما أيد سياسة روزفلت الخارجية، ودعا إلى رد قوي ضد اليابان وألمانيا النازية. ومن ناحية أخرى، عارض بيرنز تشريعات مكافحة الإعدام دون محاكمة، وبعض قوانين العمل التي اقترحها روزفلت، مثل قانون معايير العمل العادلة. قام روزفلت بتعيين بيرنز في المحكمة العليا في عام 1941، لكنه طلب منه الانضمام إلى السلطة التنفيذية عند بدء الحرب العالمية الثانية. خلال الحرب، قاد بيرنز مكتب الاستقرار الاقتصادي ومكتب التعبئة الحربية. كان مرشحا ليحل محل هنري أغارد ولاس كنائب لروزفلت في انتخابات عام 1944، ولكن المؤتمر الوطني الديمقراطي رشح هاري ترومان بدلا منه.
توفي روزفلت في عام 1945، وأصبح بيرنز مستشارا مقربا للرئيس ترومان، وأصبح وزير الخارجية في يوليو 1945. حضر بيرنز مؤتمر بوتسدام ومؤتمر باريس للسلام. إلا أن العلاقة بين ترومان وبيرنز فسدت واستقال الأخير من الوزارة في يناير 1947. وعاد إلى المسرح السياسي في ولايته في عام 1950، وانتصر في انتخابات حاكم كارولينا الجنوبية. عارض بيرنز في منصبه الجديد قرارات المحكمة العليا في قضية براون ضد مجلس التعليم وسعى لتطبيق مفهوم «منفصلون لكن متساوون» كبديل لإلغاء الفصل العنصري في المدارس. دعم بيرنز أغلب المرشحين الجمهوريين في الانتخابات الرئاسية بعد عام 1948 كما دعم تحوّل ستروم ثورموند إلى الحزب الجمهوري في عام 1964.

## روابط خارجية
- جيمس بيرنز على موقع IMDb (الإنجليزية)
- جيمس بيرنز على موقع الموسوعة البريطانية (الإنجليزية)
- جيمس بيرنز على موقع مونزينجر (الألمانية)
- جيمس بيرنز على موقع ميوزك برينز (الإنجليزية)
- جيمس بيرنز على موقع إن إن دي بي (الإنجليزية)
- جيمس بيرنز على موقع كينوبويسك (الروسية)